# Ittoqqortoormiit
Ittoqqortoormiit (o Scoresbysund in danese) è una località di 469 abitanti situata nel punto più orientale della Groenlandia, sulla Terra di Jameson, sulla riva settentrionale dello Scoresby Sund. Appartiene al comune di Sermersooq. Si affaccia sul Mare di Groenlandia e sullo Stretto di Danimarca.

## Monumenti e luoghi d'interesse

### Aree naturali
Vicino al centro abitato c'è il Parco nazionale della Groenlandia nordorientale, il più esteso del mondo.

## Amministrazione
Ittoqqortoormiit fu a capo di un comune, il comune di Ittoqqortoormiit. Questo comune fu istituito il 1º gennaio 1963, e cessò poi di esistere dal 1º gennaio 2009 dopo la riforma che rivoluzionò il sistema di suddivisione amministrativa interna della Groenlandia. Il comune di Ittoqqortoormiit si fuse insieme ad altri 4 per formare il vasto comune di Sermersooq.

## Geografia fisica

### Clima
| Mese                | Mesi  | Mesi  | Mesi  | Mesi  | Mesi | Mesi | Mesi | Mesi | Mesi | Mesi | Mesi  | Mesi  | Stagioni | Stagioni | Stagioni | Stagioni | Anno  |
| Mese                | Gen   | Feb   | Mar   | Apr   | Mag  | Giu  | Lug  | Ago  | Set  | Ott  | Nov   | Dic   | Inv      | Pri      | Est      | Aut      | Anno  |
| ------------------- | ----- | ----- | ----- | ----- | ---- | ---- | ---- | ---- | ---- | ---- | ----- | ----- | -------- | -------- | -------- | -------- | ----- |
| T. max. media (°C)  | −13   | −14   | −14   | −8    | −2   | 3    | 6    | 5    | 1    | −6   | −11   | −12   | −13      | −8       | 4,7      | −5,3     | −5,4  |
| T. media (°C)       | −17,5 | −18,5 | −18,0 | −12,5 | −5,0 | −0,5 | 3,0  | 2,5  | −1,5 | −8,0 | −14,0 | −16,0 | −17,3    | −11,8    | 1,7      | −7,8     | −8,8  |
| T. min. media (°C)  | −22   | −23   | −22   | −17   | −8   | −2   | 0    | 0    | −4   | −10  | −17   | −20   | −21,7    | −15,7    | −0,7     | −10,3    | −12,1 |
| Precipitazioni (mm) | 45    | 38    | 42    | 30    | 23   | 26   | 33   | 46   | 49   | 50   | 45    | 49    | 132      | 95       | 105      | 144      | 476   |
| Giorni di pioggia   | 14    | 12    | 14    | 11    | 10   | 10   | 10   | 11   | 11   | 14   | 12    | 13    | 39       | 35       | 31       | 37       | 142   |

## Amministrazione

### Gemellaggi
Aalborg